# Sopa de tartaruga
A sopa de tartaruga, também conhecida como sopa de cágado, é uma sopa ou ensopado preparado com carne de tartarugas. Existem diversas versões deste prato em diferentes culturas, sendo frequentemente considerado uma iguaria.

## Descrição culinária
A principal característica da carne de tartaruga é que o caldo em que é cozida torna-se extremamente gelatinoso ao esfriar. Essa carne não possui um sabor marcante por si só, de modo que o sabor da sopa depende inteiramente dos temperos utilizados. Há ainda uma sopa originária da culinária britânica conhecida como "sopa de tartaruga falsa" (Mock turtle soup), preparada com outras carnes que produzem o aspecto gelatinoso, como cabeça ou pés de vitelo.

## Versões

### Inglaterra
A sopa de tartaruga ganhou popularidade na Inglaterra na década de 1750, mas entrou em rápido declínio cerca de 150 anos depois devido à sobrepesca. Segundo a historiadora de alimentos Janet Clarkson, o prato, descrito como uma das "sopas notáveis", tornou-se um símbolo de jantares cívicos e,
Entre 1761 e 1825, nunca esteve ausente do banquete do Lord Mayor's Day em Londres. Não é exagero responsabilizar várias gerações de vereadores e outros líderes cívicos por quase extinguirem a tartaruga com seu consumo.
A tartaruga-verde tornou-se popular na Inglaterra por volta de 1728: "Sua carne é um misto entre vitela e lagosta, sendo extremamente agradável [...] São frequentemente trazidas para a Inglaterra em tonéis de água do mar e sobrevivem por longo tempo". As primeiras receitas inglesas eram para tartaruga assada ou cozida, sendo usada em sopa somente mais tarde. Entre 1740 e 1750, a tartaruga começou a ser amplamente importada para a Inglaterra, vinda da Ilha de Ascensão ou das Antilhas. Samuel Birch é creditado por servir sopa de tartaruga em Londres pela primeira vez, temperando-a com limões e pimenta caiena; o prato rapidamente se popularizou, e Lord Dudley afirmou: "Entre as sopas britânicas, a de tartaruga sempre lidera a lista de honra". Giles Rose preparava a sopa de tartaruga da seguinte forma: "Pegue suas tartarugas, corte as cabeças e pés, cozinhe-as em água limpa e, quando estiverem quase cozidas, adicione vinho branco, ervas frescas e um pedaço de bacon, doure-as na frigideira com boa manteiga, depois coloque sobre pão embebido em um caldo forte e bem temperado; decore o prato com aspargos verdes e limão por cima". Em Cookery and Domestic Economy (1862), a receita começa assim: "retire a tartaruga da água, vire-a de costas, amarre suas patas, corte sua cabeça". Por volta de 1800, uma porção de jantar consistia em cerca de 2,5 kg de tartaruga, peso vivo, e em London Tavern, em agosto de 1808, 400 homens consumiram cerca de 1.100 kg de tartaruga em sua janta.
Segundo Clarkson, "é difícil superestimar a magnitude da demanda por tartarugas" durante o período de popularidade da sopa. Até 15.000 tartarugas eram enviadas vivas das Antilhas à Grã-Bretanha. As tartarugas passaram a ser vistas como uma iguaria exótica e popular, comparável ao caviar. Devido à popularidade, a população de tartarugas-verdes diminuiu drasticamente, e seu custo aumentou correspondentemente. Isabella Beeton [en] observou em 1861: "esta é a sopa mais cara servida à mesa". Assim, muito antes disso, a sopa de tartaruga falsa, feita com cabeça de vitelo, foi amplamente adotada como um substituto mais econômico e tornou-se popular por si só, com os dois pratos sendo por vezes servidos no mesmo banquete.
A casa de campo inglesa do século XVI, Burghley House, é um dos poucos lugares no país onde ainda há evidências dessa antiga iguaria. Na parede da cozinha, há vários crânios de tartaruga-verde (Chelonia mydas) que datam dessa prática.

### Estados Unidos
Nos Estados Unidos, a sopa de tartaruga é um caldo espesso e marrom, com aparência semelhante a um molho de carne denso e a tartaruga-mordedora é a principal espécie utilizada para a sopa. Neste caso, a sopa pode ser chamada de bookbinder soup, ou, simplesmente, snapper soup (lit.  "sopa de mordedora"), entretanto, não deve ser confundida com a red snapper soup, feita com o peixe vermelho. Na Baía de Chesapeake, o cágado-diamante foi por muito tempo a espécie explorada na produção de sopa de tartaruga. Conservas processaram e exportaram toneladas de produto até que as populações de tartarugas colapsaram. Da mesma forma, na Baía de São Francisco, a espécie Actinemys marmorata [en] foi a base de uma indústria menor, com o produto enlatado enviado por trem para mercados do leste.
Enquanto a sopa de tartaruga era uma iguaria real na Europa, durante o período colonial, os colonos alimentavam esses animais abundantes e fáceis de capturar a servos, escravizados e gado. Posteriormente, os escravizados protestaram contra suas dietas ricas em cágado e exigiram que o este fosse servido no máximo três vezes por semana.
O 27º presidente dos EUA, William Howard Taft, contratou um cozinheiro na Casa Branca especificamente para preparar sopa de tartaruga.
Em 2016, vários pratos feitos com tartaruga, incluindo a sopa de tartaruga, eram servidos por um restaurante em Minnesota, principalmente durante a Quaresma. O proprietário afirmou que eram principalmente clientes mais velhos, que já haviam comido tartaruga anteriormente, que pediam os pratos de tartaruga; os clientes mais jovens mostravam muito menos interesse.

## Envenenamento
O consumo da carne de algumas tartarugas marinhas pode causar um tipo raro, mas potencialmente letal, de intoxicação alimentar chamado quelonitoxismo [en].